# Kult władców hellenistycznych

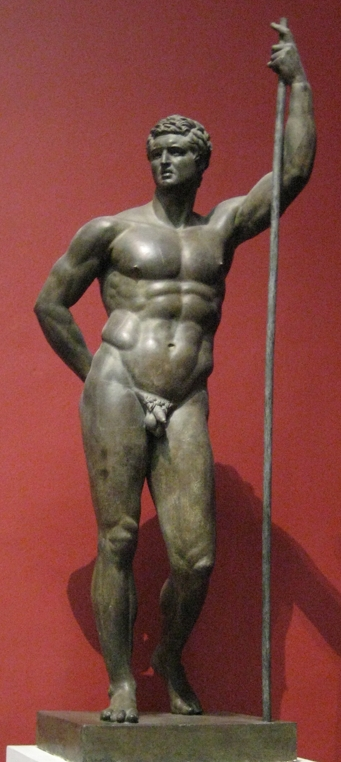
Posąg z brązu przedstawiający hellenistycznego władcę.

Kult władców hellenistycznych – zjawisko religijno-polityczne występujące w państwach hellenistycznych. Odnoszenie do władcy niektórych form czci okazywanej bogom. Zjawisko to należy rozpatrywać w ramach religii greckiej jako religii tradycyjnej, pozbawionej dogmatyki i jednoznacznych wyobrażeń o bóstwie. Kult władców wypływał z wiary w ich dwojaką naturę – boską i ludzką, a także w pojmowaniu bóstwa jako siły mogącej przejawiać się w cechach i wartościach (piękno, siła, mądrość). Zakładano, że bóstwo istnieje zarówno poza, jak i w świecie ludzi i rzeczy. Boska siła mogła także manifestować się w człowieku i jego przymiotach, a więc i we władcy.

## Formy kultu władców
Kult władców wyrażał się w przybieraniu lub nadawaniu przydomków o charakterze sakralnym (np. Epifanes – objawiający się (bóg), Antioch IV Epifanes, przybranie przez Mitrydatesa przydomka Neos Dionysos), lub przenoszenie posągu władcy do świątyni jednego z bogów.
Inne formy takiego kultu to wydzielenie świętego okręgu, wzniesienie na jego obszarze ołtarza, czasem świątyni, organizacja procesji i świąt.
Przyjęcie przez władcę imienia boga nie oznaczało jednak utożsamienia go z tym bogiem, ale przejawianie się we władcy siły bóstwa. Nie oznaczało również przypisania czynom władcy sankcji boskiej.
Kult władców nie pokrywał się w pełni z kultem bogów. Pozbawiony był bowiem jego podstawowej cechy: obrzędów. Także ofiary składane były hyper – za władcę do bogów, a nie do władcy. Modlitwy, jeśli kierowano do władcy (choć z reguły kierowano je do bogów w intencji króla), nie zawierały konkretnych próśb. Ważny był polityczny aspekt kultu władców. Był on próbą określenia miejsca władcy w nowym układzie politycznym, a także czynnikiem unifikacyjnym państw hellenistycznych.

## Geneza kultu władców hellenistycznych

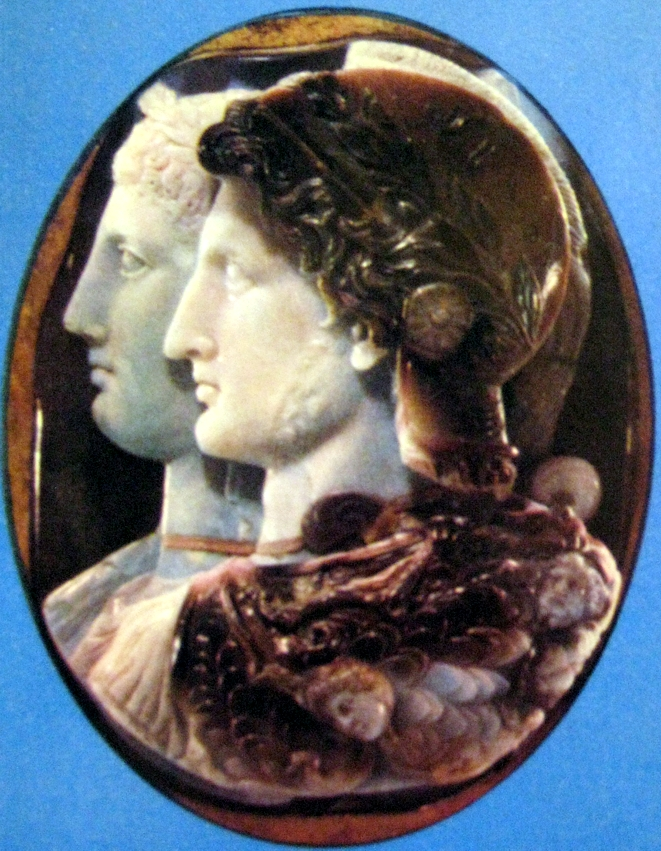
Gemma (tzw. Kamea Gonzaga) przedstawiająca Ptolemeusza II i jego żonę Arsinoe.

Powstanie kultu władców hellenistycznych jest sprawą dyskutowaną. Istnieją teorie wywodzące go z kultu władców na Bliskim Wschodzie, jednak zjawisko to można próbować także wyjaśnić na gruncie religii i religijności greckiej, jako zjawisko niezależne od kultów wschodnich.
Na pewno na ustanowienie kultu władców hellenistycznych wywarła wpływ postawa Aleksandra Wielkiego, który sam uważał się za syna Zeusa, a został utwierdzony w swoim przekonaniu po wizycie w oazie Siwa.
Dyskusyjne jest również traktowanie tego zjawiska jako przejawu kryzysu religii tradycyjnej. Opiera się ono m.in. na interpretacji hymnu ku czci Demetriosa Poliorketesa. Jednak jest to tekst literacki, poetycki podlegający konwencjom, więc nie musi być miarodajnym źródłem do poznania religijności greckiej. Ponadto przypadek apoteozy Demetriosa Poliorketesa może być uznany za szczególny, a więc niereprezentatywny dla całego zjawiska. Ponadto kwestią sporną jest istnienie sugerowanego kryzysu religii tradycyjnych. Niektórzy badacze (Ewa Wipszycka) wolą bowiem opisywać stan religii i religijności w okresie hellenistycznym i późniejszym nie jako kryzys, ale arenę przemian.
Kult władcy był kultem lokalnym. Początkowo inicjatywa rozpoczęcia kultu wychodziła ze strony polis. Uchwałę podejmowało zgromadzenie. Najstarsze świadectwo pisemne ustanowienia takiego kultu pochodzi z Skepsis (311 r. p.n.e.) dotyczy Antygona Jednookiego. Później (drugie pokolenie władców) inicjatywa wychodziła od diadochów, którzy ustanawiali kult swoich rodziców (inicjatywy Ptolemeusza Filadelfosa i Antiocha I). Wreszcie inicjatywy samych władców ustanawiające swój własny kult (Ptolemeusz Filadelfos ustanowił kult siebie i swojej siostry – Arsinoe). Przypadki ustanowienia kultu za życia władcy poza Egiptem były rzadkością. Sytuacja w Egipcie może korzeniami sięgać czasów faraońskich. Właśnie w Egipcie inicjatywa kultu władców wychodziła również od świątyń, i mogła wpisywać się w tradycję kultu faraonów, także greckie epitety władcy tłumaczono na egipski. Pergamońscy Attalidzi nigdy nie organizowali kultu swojej osoby. Jedynym państwem hellenistycznym, w którym nie wystąpił kult władcy, była Macedonia.

### Poezja a kult władców
W kreowaniu kultu władcy dużą rolę odegrała poezja. Jednak była ona wyrazem osobistego talentu poety, dowolności słowa, konstrukcją sięgającą do konwencji. Stąd nie można na jej podstawie wyrabiać sobie sądu o rzeczywistym charakterze tego kultu i jego recepcji wśród ludu.